# Круті діти не плачуть
Kule kidz gråter ikke (укр. «Круті діти не плачуть», також відомий як «Kick It!») — норвезька сімейна драма 2014 року режисерки Катаріни Лаунінг. Це ремейк нідерландського фільму 2012 року «Хороші діти не плачуть», який був знятий на основі книги Жака Врінса «Восьмикласники не плачуть», 1999 року, заснованій на реальних подіях. У фільмі знялася норвезька акторка Міа Хелен Солберг Брекке, яка зіграла Аню, 12–річну дівчинку, хвору на лейкемію.

## Сюжет
Аня (Міа Хелен Солберг Брекке) — енергійна молода дівчинка, яка обожнює футбол, незважаючи на те, що її однокласник Джонас знущається над нею та каже, що це не дівчачий вид спорту. Вона продовжує, не вщухаючи, не усвідомлюючи, що це лише його спосіб висловити свої почуття до неї. Однак усе набуває трагічного повороту, коли Аня виявляє, що у неї лейкемія, яка потребує лікування та госпіталізації, що не дасть їй взяти участь у шкільному футбольному турнірі. Це спустошує її, і друзі Джонаса й Ані, Ларс і Ліза, мають придумати спосіб дозволити Ані грати.

## Акторський склад
| Актор                      | Роль                            |
| -------------------------- | ------------------------------- |
| Міа Хелен Солберг Брекке   | Аня                             |
| Віктор Пападопулос Якобсен | Йонанс                          |
| Сігрід Велде               | Ліза                            |
| Ульрік Вільям Греслі       | Ларс                            |
| Еліас Шотландія Гусевік    | Фредерік                        |
| Крістін Захаріассен        | вчителька Інна                  |
| Джеппе Бек Лаурсен         | Доктор Барт, лікуючий лікар Ані |

| Актор               | Роль                     |
| ------------------- | ------------------------ |
| Астрід Ассефа       | Афіда                    |
| Аслаг Гуттормсгаард | батько Ані               |
| Дагрун Анхольт      | мати Ані                 |
| Інг'єрд Егеберг     | мати Йонаса              |
| Герго Банкі         | Ганс                     |
| Ребека Джонстон     | медсестра                |
| Ларс Ейвінд Лунд    | лікар загальної практики |

## Саундтрек
1. Nico & Vinz ― In Your Arms;
2. Джулі Берган ― Younger;
3. Шон Бартлетт ― Midnattssol.

## Розробка та зйомка
У 2013 році фільм отримав субсидію від Норвезького інституту кіно у розмірі 6 800 000 норвезьких крон.

## Критика та визнання
Критики сприйняли стрічку в основному позитивно, і більшість похвал зосереджена на режисурі Лаунінга та на тому, як фільм підійшов до теми раку, оскільки це стосується дітей. NRK і Verdens Gang відзначили це як визначну подію фільму, а Verdens Gang далі відзначили, що фільм не страждав від скутості чи незграбності, які зазвичай супроводжують ремейки популярних фільмів. Пізніше газета продовжила зауваження, що фільм був дуже популярним у Норвегії і на початок квітня було продано понад 100 000 квитків, які вони зарахували на те, що фільм показав себе. Bergens Tidende прокоментував, що однією з сильних сторін фільму було те, що він розповідав історію з точки зору дітей, а не дорослих, і що він намагався підійти до сюжету фільму в реалістичній манері, що означало, що все не закінчиться на все вирішено акуратно.
Фільм переглянули 108 000 кіноглядачів і він посів 32 місце в списку найбільш відвідуваних фільмів у Норвегії в 2014 році.
Фільм чудово підходить для шкільних занять, оскільки сприяє приємним розмовам, пробуджує роздуми та дає змогу краще зрозуміти складні сторони життя. У шкільному контексті цей фільм найкраще підходить для 4-8 класів.

## Нагороди
- Нагорода ECFA на Міжнародному кінофестивалі BUFF у Мальме (2014, перемога);[10]
- Почесна згадка на TIFF Kids (2014);[1]
- Приз Starboy на Міжнародному дитячому та юнацькому кінофестивалі в Оулу (2014).[17]